# Otto Bauernfeind
Otto Georg Heinrich Bauernfeind (* 14. Januar 1889 in Behrenhoff; † 26. Dezember 1972 in Tübingen) war ein deutscher evangelischer Theologe. Er wurde vor allem durch seine Schriften zur Apostelgeschichte und zu Josephus bekannt.

## Leben
Otto Bauernfeind studierte an den Universitäten von Tübingen, Marburg, Berlin und Greifswald Evangelische Theologie. 1914 war er Kriegsfreiwilliger. 1915 wurde er an der Universität Greifswald zum Lizenziat der Evangelischen Theologie promoviert und später ordiniert. Von 1916 bis 1920 war er als Marinepfarrer aktiv. 
Nach seiner 1922 erfolgten Habilitation war er Privatdozent in Greifswald. Dort war er von 1928 bis 1931 außerordentlicher Professor der Evangelischen Theologie. 1929 übernahm er vertretungsweise ein Ordinariat an der Universität Kiel. 1931 wurde er außerordentlicher Professor an der Universität Tübingen. Da er dem Nationalsozialismus ablehnend gegenüberstand und sich in der Bekennenden Kirche engagierte, wurde ihm 1939 die akademische Lehrbefugnis entzogen. Von 1939 bis 1947 war er stellvertretend als Krankenhauspfarrer in Württemberg tätig. 1945 erfolgte seine Restituierung. Von 1946 bis zu seiner Emeritierung 1957 war er ordentlicher Professor für Neues Testament in Tübingen.

## Publikationen
- Die Worte der Dämonen im Markusevangelium. Kohlhammer, Stuttgart 1927 (Nachdruck 2009, ISBN 978-3-17-021031-8).
- Das Wesen lebender Gestalt. Bonz, Stuttgart 1931.

- Eid und Frieden: Fragen zur Anwendung und zum Wesen des Eides. Stuttgart: Kohlhammer 1956 (Forschungen zur Kirchen- und Geistesgeschichte; N.F. Bd. 2)
- Die Sinngebung des Daseins. Hain, Meisenheim/Glan 1957.
- Kommentar und Studien zur Apostelgeschichte. Mit einer Einleitung von Martin Hengel. Hrsg. von Volker Metelmann. Tübingen: Mohr 1980 (Wissenschaftliche Untersuchungen zum Neuen Testament; 22) ISBN 3-16-142882-X